# Richard Pruchtnow
Richard Reinhard Ferdinand Pruchtnow (* 8. April 1892 in Berlin; † 22. Juni 1943 wahrscheinlich in Bad Salzbrunn in Schlesien) war ein deutscher SS-Führer.

## Leben und Wirken

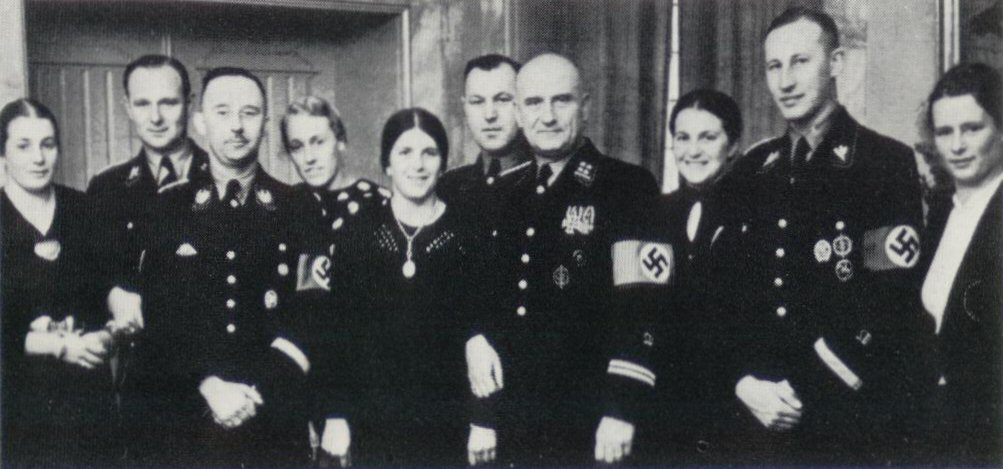
Pruchtnows Hochzeitsfeier am 29. Januar 1937. Im Bild (von links nach rechts): Lina Heydrich, Karl Wolf, Heinrich Himmler, Fräulein Henrichsen, Pruchtnow und seine Braut und Reinhard Heydrich

### Jugend und Erster Weltkrieg
Richard Pruchtnow wurde als Sohn des Berliner Fleischermeisters Friedrich Wilhelm Louis Pruchtnow (1853–1901) und seiner Ehefrau Martha Anna Maria Platzke (1858–1928) geboren. Von 1898 bis 1910 besuchte er das Königstädtische Realgymnasium. Anschließend absolvierte er eine kaufmännische Lehre und arbeitete er als Buchhalter. Am Ersten Weltkrieg, in dem unter anderem mit dem Eisernen Kreuz II. Klasse ausgezeichnet wurde, nahm er von August 1914 bis November 1918 als Unteroffizier teil.

### Weimarer Republik
Von 1919 bis 1923 war Pruchtnow Buchhalter und Kassierer, dann von 1923 bis 1930 Prokurist beim Bankgeschäft Salomon Oppenheim. Danach verdingte er sich von April 1930 bis März 1931 als Versicherungsvertreter. Nachdem er von April bis August 1931 arbeitslos gewesen war, stand er von August 1931 bis September 1933 im Dienst der Devisenbewirtschaftungsstelle des Berliner Finanzamtes. Im Anschluss daran war er kurzzeitig, bis Oktober 1933, Bezirksfinanzwart bei der Deutschen Arbeitsfront in Berlin. 
Pruchtnow trat zum 1. Mai 1931 in die NSDAP ein (Mitgliedsnummer 531.273). In die SS trat er im November 1931 ein (SS-Nummer 27.487).

### Zeit des Nationalsozialismus
Ende 1933 wurde Pruchtnow dem SD, dem Geheimdienst der NSDAP, zugeteilt. Am 1. November 1933 wurde er Hermann Behrends, dem Leiter des SD-Oberabschnitts Ost, als persönlicher Adjutant zur Verfügung gestellt. In dieser Eigenschaft war Pruchtnow im Frühjahr 1934 maßgeblich an dem durch Behrends im Auftrag von Heinrich Himmler und Reinhard Heydrich organisierten Intrigenspiel gegen den Gestapo-Chef Rudolf Diels beteiligt, das – letztlich erfolgreich – darauf abzielte, Diels Stellung im Machtkampf innerhalb der NS-Führungsgruppen zu schwächen und seine Ablösung zu erzwingen, um so die Übernahme der Gestapo durch die SS zu ermöglichen.
Am 17. Oktober 1934 wurde Pruchtnow dem persönlichen Stab von Heinrich Himmler zugeteilt, in dem er in der Chef-Adjutantur tätig war. Dort übernahm er unter anderem Aufgaben als Verbindungsführer des Reichsführers SS zum Reichsministerium für Volksaufklärung und Propaganda. 1937 heiratete Pruchtnow Mathilde Dickert (* 5. Juli 1908 in Alsdorf). Am 15. Januar 1938 erhielt Pruchtnow zusätzlich zu seinen bisherigen Aufgaben noch die Funktion eines Verbindungsführers des Himmler'schen Stabes zum Wirtschaftsminister Walther Funk. 
Im März 1940 war Pruchtnow als Kommandant der Festung Lichtenau für Ehrenhäftlinge vorgesehen. Am 1. März 1941 wurde Pruchtnow zum Hauskommandanten des Geheimen Staatspolizeiamtes ernannt. 
Ende 1942 war Pruchtnow als Polizeipräsident vorgesehen, konnte diese Stellung aber aufgrund seiner Erkrankung an Leberkrebs nicht mehr antreten. Im März 1943 wurde er stattdessen zum kommissarischen Polizeidirektor der Polizeidirektion Troppau ernannt. Im Mai 1943 folgte die Ernennung zum regulären Inhaber dieser Funktion, die er aufgrund seines Gesundheitszustandes jedoch nicht mehr wahrnehmen konnte: Nachdem eine Erholungskur in Schlesien keine Abhilfe schaffen konnte, starb Pruchtnow im Juni 1943. Himmler hatte ihn wenige Wochen zuvor noch als Geste der Verbundenheit symbolisch zum SS-Oberführer ernannt.
Pruchtnows Grab befindet sich auf der Kriegsgräberstätte in Berlin-Steglitz-Lichterfelde II Parkfriedhof.

## Beförderungen
- 1. September 1933: SS-Scharführer
- 15. Oktober 1933: SS-Truppführer
- 1. Januar 1934: SS-Untersturmführer
- 1. Mai 1934: SS-Obersturmführer
- 4. Juli 1934: SS-Hauptsturmführer
- 20. April 1935: SS-Sturmbannführer
- 20. April 1936: SS-Obersturmbannführer
- 30. Januar 1939: SS-Standartenführer
- 1943: SS-Oberführer